# Abuk
Abuk är den första kvinnan enligt den sudanesiska Dinkastammens mytologi. Hon kallas Abuk av Dinka, och Buk eller Acol av Nuerfolket i Sydsydan och Etiopien.  
Abuk skapades i lera precis som sin partner Garang av den högste guden Nihalic. Hon orsakade en motsvarighet till syndafallet genom att mala mer säd än Nihalic hade föreskrivit. Nihalic klippte då av den förbindelselänk som tidigare hade förenat himmel och jord.
Efter sin död kom Abuk att dyrkas som en gudinna. Hon var kvinnornas skyddsgudinna och gudinna över alla sysslor som utfördes av kvinnor, vilket innebar att hon var trädgårdarnas och grönsaksodlingens gudinna. Hon blev mor till regnguden Denka. Hennes symboler är ormen, månen och fåret.